# 803년

## 연호
- 당(唐) 정원(貞元) 19년
- 일본(日本) 엔랴쿠(延暦) 22년

## 기년
- 당(唐) 덕종(德宗) 24년
- 신라(新羅) 애장왕(哀莊王) 4년
- 발해(渤海) 강왕(康王) 10년

## 사망
비잔티움 여제 이레네